# Набережное (Запорожская область)
Набережное (укр. Набережне) — посёлок,
Приморский городской совет,
Приморский район,
Запорожская область,
Украина.
Код КОАТУУ — 2324810103. Население по переписи 2001 года составляло 115 человек.

## Географическое положение
Посёлок Набережное находится на берегу Обиточного залива в месте впадения в него реки Солёная, на расстоянии в 2,5 км от села Преслав.